# Trabecola
In istologia la trabecola è un'unità di organizzazione del tessuto osseo spugnoso.

## Struttura
Le trabecole del tessuto osseo sono formate da lamelle, come tutto il tessuto osseo lamellare, con strati distinti di matrice extracellulare ossea formata da idrossiapatite, collagene e cellule ossee, nello specifico gli osteociti. Le trabecole  si dispongono in modo incrociato e sono sottoposte a un continuo rimodellamento da parte di osteoclasti e osteoblasti, in modo che il loro orientamento segua le linee di forza, ossia le direzioni in cui l'osso è maggiormente sollecitato, garantendo la massima resistenza occupando il minore spazio.
La trabecola è l'unità strutturale macroscopica tipica del tessuto osseo spugnoso. Non sono presenti canali di Havers né di Volkmann ma internamente le trabecole sono variamente anastomizzate a delimitare spazi intercomunicanti, denominati cavità midollari occupate da midollo osseo, vasi e nervi.